# Camponotus aequatorialis
Camponotus aequatorialis är en myrart som beskrevs av Julius Roger 1863. Camponotus aequatorialis ingår i släktet hästmyror, och familjen myror.

## Underarter
Arten delas in i följande underarter:
- C. a. aequatorialis
- C. a. kohli